# 観音寺 (喜多方市)
観音寺（かんのんじ）は福島県喜多方市にある曹洞宗の寺院。山号は大雲山。本尊は釈迦如来座像。
境内の観音堂に安置される如意輪観音は会津三十三観音の第8番札所・竹屋観音（たけやかんのん）として知られるが、新編会津風土記には「會津三十三観音順禮の一なり」という記述は無く、近世以降に第八番札所として大木の常安寺（第一番札所・大木観音）、下遠田の大光寺（第九番札所・遠田観音）とならび、喜多方市塩川町の三霊場の一つになったと推測される。妊婦がこの観音に祈れば難産の患いなしとして参詣する者が多く、子安観音とも呼ばれ親しまれている。

## 歴史

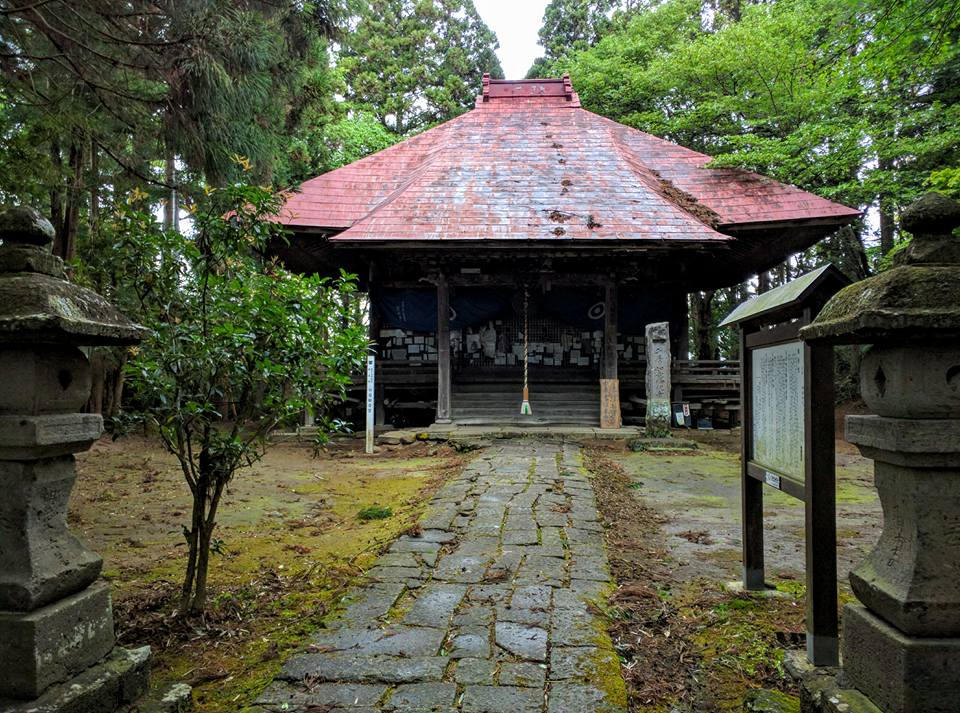
竹屋観音堂

天正元年（1573年）越後国より快元という僧侶が来て、はじめは竹屋村北の山下に妙峰山明蓮寺を建立し、運慶が刻んだとされる如意輪観音座像を安置する。寺地が狭くなったため慶安4年（1651年）に現在地に移り、寺名も大雲山観音寺に改められた。正徳年間（1711年-1716年）に再建されたが、明治38年（1905年）旧暦3月9日正午、鐘楼堂からの出火により、本堂、庫裡、仁王堂、山門、書院、在家数件が類焼する。現在の本堂は昭和35年（1960年）の建立である。

## 歴代住職[7]
- 当寺五世の中興林残昌禅大和尚は、越後国及び会津一円を巡って観音講中を広めたといわれる。

1. 黙岑昌聞
2. 竹庵永虎
3. 中興松宝聞秀
4. 横山頓秀
5. 中興林残昌禅
6. 兀牛秀山
7. 大法円乗
8. 白全円龍
9. 霊俊祖苗
10. 中興大器隆円
11. 止山徹玄
12. 霊樹円苗
13. 蘭庭秀円
14. 智山玄明
15. 昌山俊隆
16. 瑞明岳全
17. 祖山玄道
18. 活潭潜竜
19. 壽上金光
20. 瑞峰快学
21. 偽山僧午
22. 中興龍興僧心
23. 大雲英雄

## 文化財[7]
- 木造如意輪観音坐像
  - 鎌倉時代製作の六臂（6本の腕をもつ）の如意輪観音像。像高87.5センチメートル、檜材を用いた寄木造りで、玉眼を嵌入する。この種の像としては会津最大のものである。像容は、輪王坐と呼ばれる右脚を立膝とする坐法で、六臂のうち1本を右頬にあて、1本を床に置いた独特の姿勢をとる（参考写真：）。かたく引き締まった口元と、大衆の苦悩をすくうためにさしのべるといわれる6本の腕のふくよかさは、観音の姿態にふさわしく美しい。昭和30年（1955年）2月4日付で福島県の重要文化財に指定された[9]。
- 本尊（寺本尊）
  - 木造釈迦如来坐像 像高36.4センチメートル
- 脇侍
  - 木造文殊菩薩座像 像高24.2センチメートル
  - 木造普賢菩薩坐像 像高24.2センチメートル

※共に製作年代不詳
- 石造文化財
  - 不動明王立像 像高 像高三尺五寸

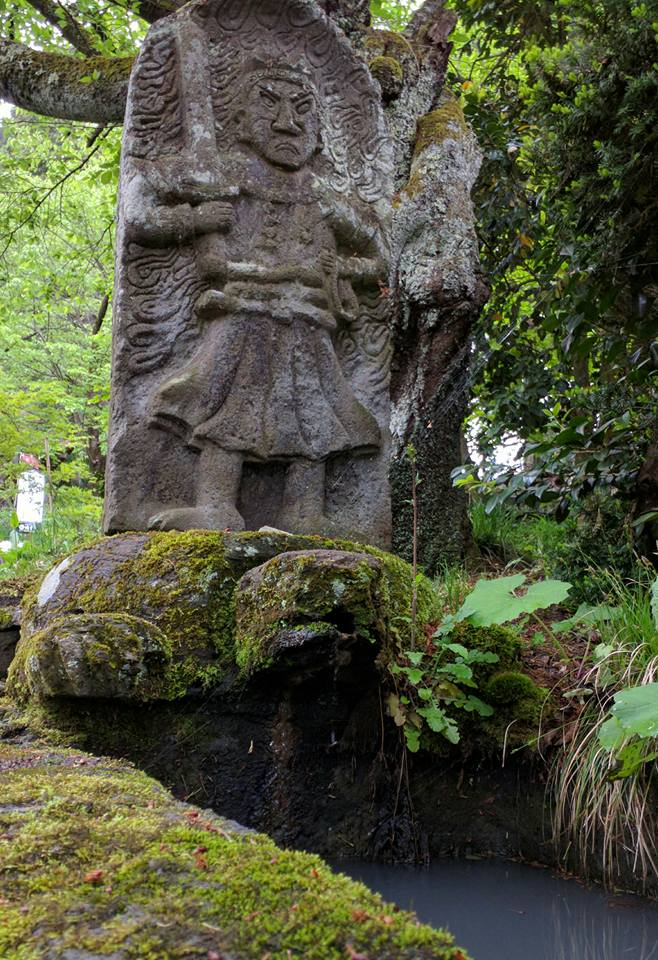
大雲山観音寺境内にある不動明王立像

  - 境内に入ってすぐ右側、手洗清水の水吐出口の上に立つ。明治34年（1901年）の造立銘がある。

## 建造物[7]

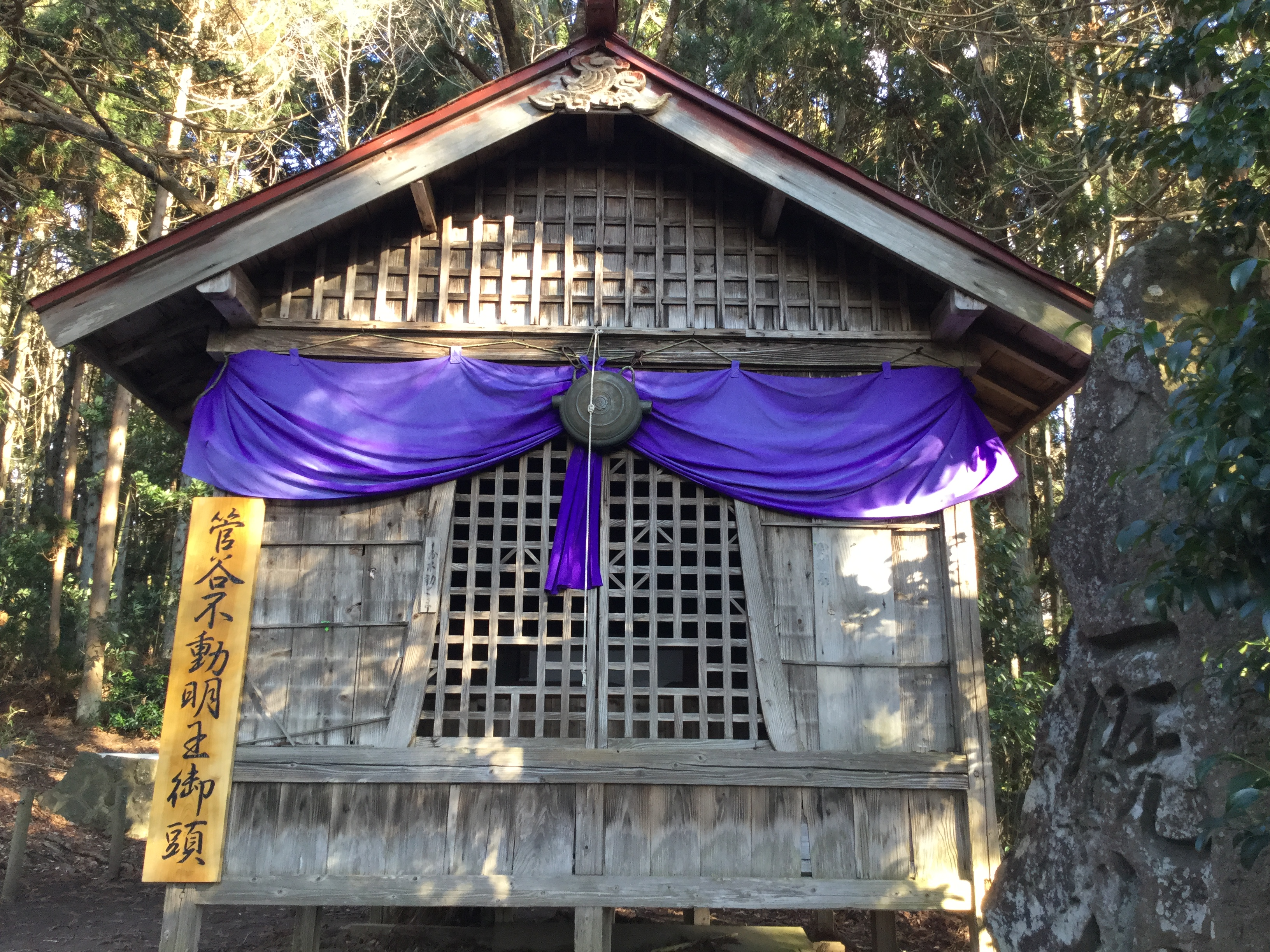

- 本堂 木造平屋、屋根トタン葺（30.5坪）
  - 桜開花時昭和35年（1960年）の再建である。

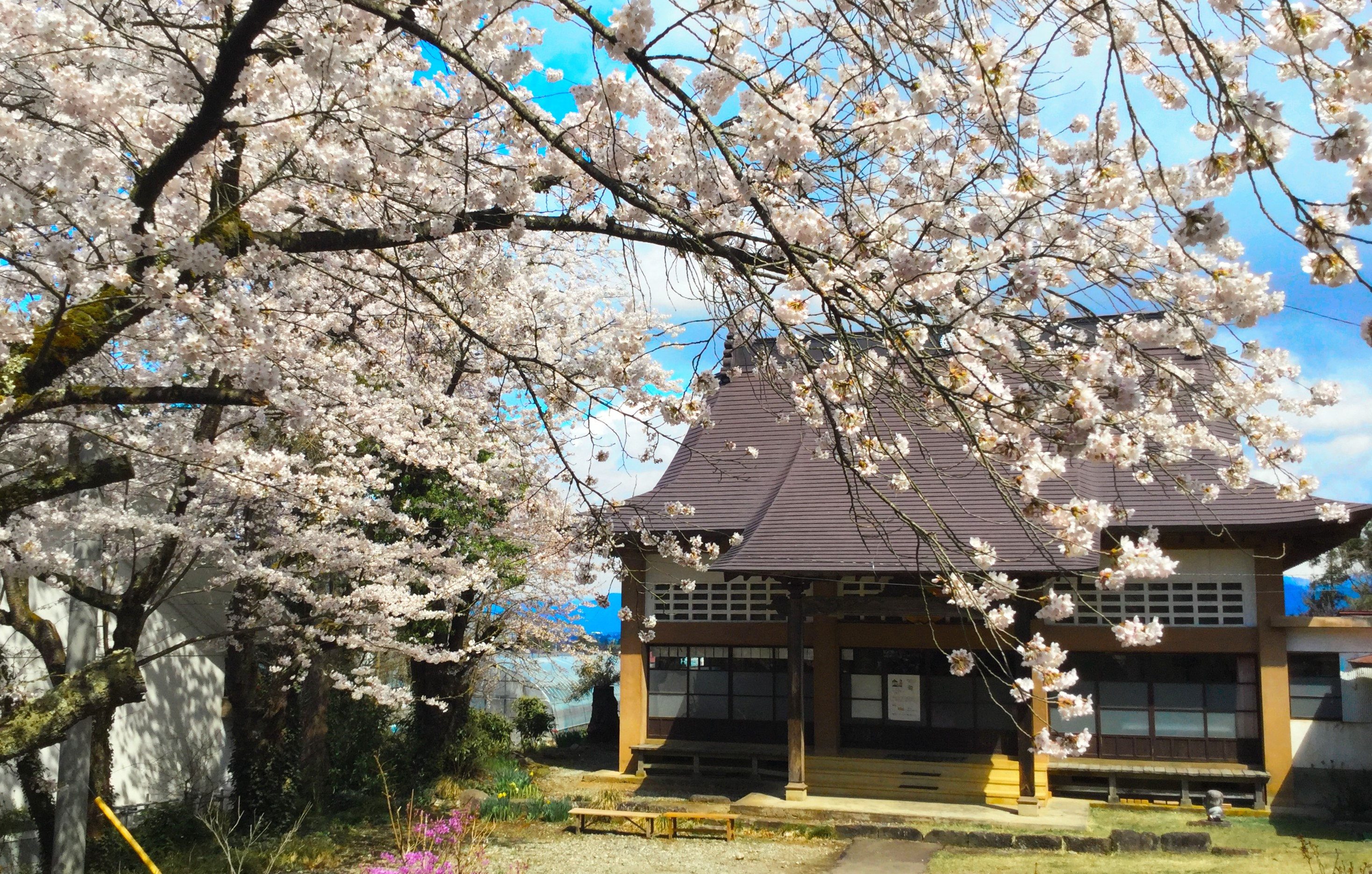
桜開花時

- 庫裡 木造平屋、屋根トタン葺（33.25坪）増築分 木造二階、屋根トタン葺（延12.5坪）
  - 明治38年（1905年）の火災後に再建され木造二階部分は昭和62年（1987年）の増築である。

- 鐘楼 木造平屋、屋根トタン葺、間口1.4間、奥行1.2間
  - 梵鐘は、前大戦中金属動員で供出され、現在鐘は無い。

- 眷属仏堂
  - 観音堂 木造平屋、屋根トタン葺、直径2尺ほどの欅柱15本を用い、四方に4尺の大変精緻な高欄縁を付す。

- 仁王堂
  - 木造平屋、屋根トタン葺（6.3坪）、間口3.5間、奥行1間8分
  - 堂内に安置する仁王像は、昔、若松滝沢寺（廃寺）[10]仁王門にあったものを、明治元年の神仏分離令によって当寺に移されたものという。像高約7尺、製作年代は不詳。

- 弁天堂
  - 木造平屋、屋根トタン葺（1.4坪）、間口1.4間、奥行1間

- 不動堂
  - 木造平屋、屋根トタン葺（2.85坪）、間口1.5間、奥行き1.7間（仏間0.75×0.4 0.8坪を含む）

- 子育地蔵堂
  - 木造平屋、屋根トタン葺（0.8坪）、間口0.8間、奥行1間
  - 昭和63年（1988年）12月に改築された。堂のかたわらに、天保7年（1836年）に奉納された宝篋印塔や厩山供養塔が建っている。

## その他
「竹屋のおはる観音」という物語がある。

## 祭礼
- 元朝まいり 1月1日[11]
- 花まつり 4月8日[8][11]

## 御詠歌
- 今朝の日は 遥か竹屋の 観世音 急ぎ参りて 拝め旅人（けさのひは はるかたけやの かんぜおん いそぎまいりて おがめたびびと）[8]

## アクセス
公共交通機関
- 会津バス 若松 ⇒ 熊倉 ⇒ 喜多方（2016/4/1ダイヤ改正） 「竹屋」下車 徒歩7分
- JR磐越西線塩川駅 下車、タクシー 15分

車での参拝
車で参拝する場合は、大雲山観音寺裏側の入口より、駐車場（表面砂利・4〜6台停車可能）が利用可能。
- 磐越自動車道会津若松ICから国道121号線を喜多方方面へ[12]（15分）[13]。

## 周辺
付近の会津三十三観音札所
- 熊倉観音 - 会津三十三観音第七番札所[14]
- 遠田観音 - 会津三十三観音第九番札所[15]

観光スポット
- 御殿場公園 - 旧会津藩主の行楽地。現在は都市公園として、桜と花菖蒲の名所となっている。[16]